# Gracze w karty (obraz Goi)

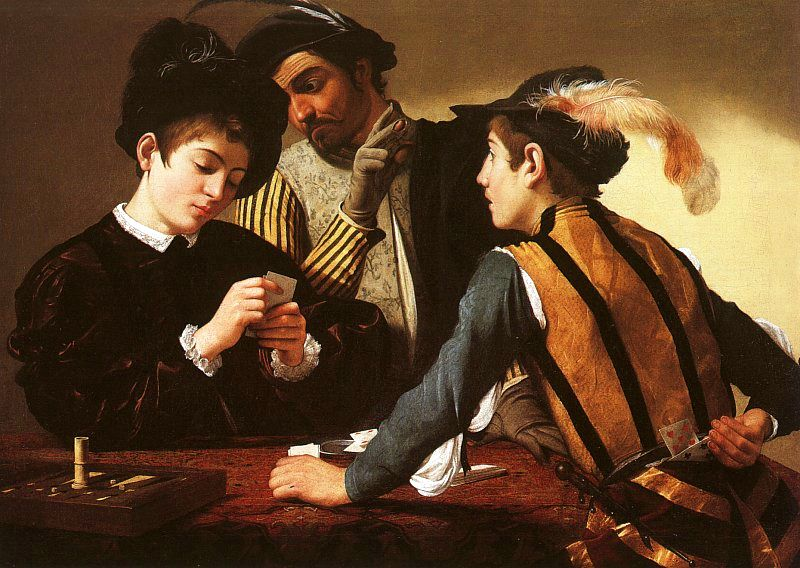
Gracze w karty Caravaggia, 1595

Gracze w karty (hiszp. Jugadores de naipes) – obraz olejny hiszpańskiego malarza Francisca Goi.

## Seriakartonów do tapiserii
To dzieło należało do serii kartonów do tapiserii – olejnych obrazów o znacznych rozmiarach przygotowywanych jako wzór dla warsztatów tkackich Królewskiej Manufaktury Tapiserii Santa Bárbara w Madrycie. Na ich podstawie tkano barwne gobeliny, które zdobiły wnętrza królewskich posiadłości. Przeznaczenie kartonów przedstawiało dla pracy malarza pewne ograniczenia, gdyż wykonany przez niego projekt musiał być odpowiednio łatwy do zastosowania w warsztacie tkackim. Obraz nie mógł przedstawiać zbyt wielu detali lub ulubionych przez Goyę przenikających się delikatnych odcieni barw.
Goya wykonał tę serię dla Karola IV (wtedy jeszcze infanta, księcia Asturii), i jego żony Marii Ludwiki Parmeńskiej, z przeznaczeniem do jadalni Królewskiego Pałacu El Pardo. Pracował nad tą serią w latach 1776-78, a większość prac ukończył latem 1777 roku. Oprócz Graczy w karty w skład serii wchodziły także: Parasolka, Bójka przed Nową Karczmą, Podwieczorek na wsi, Spacer w Andaluzji, Tańce w San Antonio de la Florida, Pijący, Latawiec, Dzieci zrywające owoce i Dzieci nadymające pęcherz. Tematem serii były pogodne scenki rodzajowe, ukazujące hiszpańskie zwyczaje i zabawy. Goya wycenił jeden z najbardziej udanych kartonów - Parasolkę - na 500 reali (reales de vellón), a za całą serię otrzymał ich 18 000. Była to druga seria kartonów wykonana przez Goyę dla książęcej pary. Pierwsza, ukończona w 1775 roku, przedstawiała motywy związane z łowami, między innymi Polowanie na przepiórki. O ile pierwsza seria opierała się na szkicach nadwornego malarza Francisco Bayeu i silnie imitowała jego styl, druga zawierała oryginalne projekty Goi i ujawniała jego rozwijający się talent malarski.

## Analiza
Goya przedstawia sielankową scenkę rodzajową z udziałem hiszpańskich majos i majas - osób z niższych warstw społecznych, które charakteryzował m.in. oryginalny i kolorowy strój. Grupa młodych mężczyzn gra w karty na świeżym powietrzu. Chronią się przed słońcem w cieniu zarzuconej na gałęzie drzewa niebieskiej peleryny. Dwóch z nich z niepokojem spogląda w swoje karty - prawdopodobnie dlatego, że ich złote monety spoczywają w kapeluszu leżącego na ziemi gracza w żółtym kaftanie. Jego wspólnicy stoją za plecami graczy i dają mu znaki, przekazując jakie karty mają nieświadomi niczego przeciwnicy.
Przedstawione postaci wyraźnie układają się w kompozycję piramidalną. Kontrast pomiędzy światłem słonecznego dnia i cieniem rzucanym przez pelerynę podkreśla piękno zastosowanych kolorów. Goya skupił się szczególnie na wyrazie twarzy skupionych na grze graczy nadając im szczególną ekspresywność.
Zachował się również szkic przygotowawczy do tego kartonu o wymiarach 86,5 x 58 cm, w kolekcji Museum Oskar Reinhart. Różnice w stosunku do ostatecznego kartonu są niewielkie, Goya zrezygnował m.in. z grupy postaci w tle po prawej stronie. Oszustwo przy grze w karty to częsty temat w sztuce XVIII wieku, pojawiający się również znacznie wcześniej. Inspiracją Goi mógł być obraz Caravaggia z 1595 roku o tym samym tytule. 

## Historia obrazu
Pierwszy gobelin na podstawie tego projektu utkano już w 1780 roku, a następne trzy w latach 1789, 1794 i 1803.
Około 1856-1857 roku razem z innymi kartonami do tapiserii obraz trafił do piwnic madryckiego Pałacu Królewskiego. Odnaleziony przez Gregoria Cruzadę Villaamila obraz został włączony do zbiorów Muzeum Prado w 1870 roku.